# Cariño de mis cariños
Cariño de mis cariños es el undécimo Álbum de estudio de Lucero y el tercero realizado bajo el género de música vernácula mexicana, fue lanzado al mercado en junio de 1994; para la realización de este proyecto vuelve a trabajar junto al productor y arreglista de su primer y segundo álbumes de rancheras, Rubén Fuentes y vuelve a ser acompañada por el Mariachi Vargas de Tecalitlán.
A diferencia de sus producciones anteriores de música ranchera; en esta ocasión, graba cuatro canciones inéditas; cuándo en los discos anteriores todos los temas eran covers grabados previamente. [cita requerida]
Las canciones Te acordarás de mí y Me estás quemando fueron los sencillos elegidos desde un inicio; para la promoción de ambos se rodaron vídeos dirigidos por Benny Corral.  Las canciones Y volveré, Qué te ganaste, Corazón de roca y Cariño de mis cariños fueron emitidos como sencillos promocionales que sonaron en las emisoras de radio de música mexicana.
Esta producción fue seleccionada dentro de la lista de los mejores álbumes de 1994 por la revista mexicana Eres, y también uno de los álbumes que logró una posición dentro  alto en la lista álbumes latinos de Billboard, alcanzando el puesto # 13.[cita requerida]
Por ventas de aproximadamente de 500,000; en México, fue certificado como Álbum de Platino.[cita requerida]

## Lista de canciones
| Cariños de mis cariños |                         |                                                                  |          |  |
| N.º                    | Título                  | Escritor(es)                                                     | Duración |  |
| 1.                     | «Cariño»                | Juan Escamilla                                                   | 2:35     |  |
| 2.                     | «Qué te ganaste»        | Enrique Negrete Rincón                                           | 3:23     |  |
| 3.                     | «Y volveré»             | Alain Barrière, Germaín de la Fuente                             | 3:20     |  |
| 4.                     | «Me piden»              | Gregorio Cortez                                                  | 2:16     |  |
| 5.                     | «Corazón de roca»       | Stefan Benz, Gabriel Luna de la Fuente, Louie Lasky, Paul Strand | 2:55     |  |
| 6.                     | «Olvidarte... nunca»    | Raúl Córdova                                                     | 2:39     |  |
| 7.                     | «Cariño de mis cariños» | Rubén Fuentes, Alberto Cervantes                                 | 3:25     |  |
| 8.                     | «Me estás quemando»     | Rafael Buendía                                                   | 2:06     |  |
| 9.                     | «Te acordarás de mí»    | Víctor Daniel                                                    | 3:11     |  |
| 10.                    | «Ya quedamos»           | Irma Cue, Isabel Leonor Cova                                     | 3:08     |  |
| 11.                    | «Tu nuevo amor»         | Enrique Coqui Navarro                                            | 2:33     |  |
| 12.                    | «Qué ironía»            | Braulio Benítez                                                  | 2:46     |  |
| 34:18                  |                         |                                                                  |          |  |

## Créditos de realización
- Producción, arreglos y dirección: Rubén Fuentes
- Ingeniero de pistas: Ing. Francisco Miranda
- Grabación de voz y mezclas: Ing. Carlos Nieto
- Asistente: M. Gruber
- Estudios: Polygram de México y Criteris de Miami, Fl.
- Edición y remasterización: Digital Diaxis II, Estudio 19, Salvador Tercero y Marcela Garza
- Asistente de producción: Lucero León, Isabel Leonor Cova
- Fotografía: Adolfo Pérez Butrón
- Maquillaje: Francisco Iglesias
- Peinado: Luis Miguel Salas Porras